# Chandrasekhara Rao
Patibandla Chandrasekhara Rao (Veerulapadu-Andhra Pradesh, 22 april 1936 - 11 oktober 2018) was een Indiaas rechtsgeleerde. Sinds de oprichting in 1996 tot 2017 was hij rechter van het Internationale Zeerechttribunaal in Hamburg. Hij was daar ook enkele jaren president van.

## Levensloop
Rao studeerde rechten aan de Universiteit van Madras en was aansluitend van 1963 tot 1967 onderzoeker voor het Indiaas genootschap voor internationaal recht. Vervolgens werkte hij tot 1976 als juridisch adviseur voor het Ministerie van Buitenlandse Zaken. Daarbij was hij van 1972 tot 1976 juridisch adviseur voor de vertegenwoordiging van zijn land bij de Verenigde Naties in New York.
Van 1976 tot 1996 bekleedde hij verschillende functies voor het Ministerie van Justitie. Daarnaast was hij gasthoogleraar aan de Osmania-universiteit in Haiderabad (1994-1995), de Kakatiya-universiteit in Warangal (1994-1995) en de Universiteit van Madras (1995-1996). Van 1994 tot 2000 was hij vicepresident van het Indiase genootschap voor internationaal recht.
In 2012 werd hij onderscheiden in de Padma Bhushan.

## Werk (selectie)
- 1983: The New Law of Maritime Zones: With Special Reference to India's Maritime Zones, New Delhi
- 1993: The Indian Constitution and International Law, Delhi
- 2001: The International Tribunal for the Law of the Sea: Law and Practice, als redacteur, Den Haag